# Alonova silnice
Alonova silnice (hebrejsky: כביש אלון, „Kviš Alon“, anglicky: Allon Road) je silniční spojení v Izraeli, v distriktu Judea a Samaří, tedy na okupovaném Západním břehu Jordánu.

## Jméno a dějiny
Alonova silnice je pojmenována podle izraelského politika Jigala Alona, který poté, co v roce 1967 dobyla izraelská armáda území Západního břehu Jordánu, zformuloval politiku trvalé anexe části tohoto území (takzvaný Alonův plán). Výstavba této silnice byla jedním z prvních konkrétních výsledků tohoto plánu. Význam Alonovy silnice jako západní linie izraelské kontroly nad Jordánským údolím je v Izraeli uznáván i v současnosti. 

## Trasa
Alonova silnice probíhá severojižním směrem po celé délce východního Samařska, v jistém odstupu od Jordánského údolí. Podél ní pak vyrostl řetězec izraelských osad, které měly umožnit trvalou kontrolu tohoto území. Alonova silnice nese podél své trasy několik označení. V nejjižnějším úseku, od místa, kde poblíž města Ma'ale Adumim vybíhá k severu z dálnice číslo 1, je označena jako silnice číslo 458. Míjí takto obce Alon a Kfar Adumim. Pak překonává hluboké údolí Nachal Prat (Vádí Kelt) a míří dál k severu, k obcím Ma'ale Michmas, Rimonim, Kochav ha-Šachar, míjí z východu osadu Švut Rachel a pokračuje k obci Migdalim. Těsně před ní ale uhýbá k severovýchodu a klesá směrem do Jordánského údolí. Zde, poblíž městečka Ma'ale Efrajim pokračuje už jako silnice číslo 508. Míjí pak osady Gitit a Mechora a dál klesá do příkopové propadliny Jordánského údolí. U obce Chamra se mění na silnici číslo 578. Propojuje pak izraelské osady Beka'ot, Ro'i, Chemdat, Maskiot, Rotem a Mechola. U obce Mechola končí a napojuje se na dálnici číslo 90, která probíhá stejně jako Alonova silnice severojižním směrem, ale daleko blíže řece Jordán.